# Fallon (Montana)
Pour les articles homonymes, voir Fallon.
Ne pas confondre avec le comté situé dans le même État, le comté de Fallon.
Fallon est une census-designated place située dans le comté de Prairie, dans l’État du Montana, aux États-Unis. Sa population s’élevait à 164 habitants lors du recensement de 2010.

## Source
- (en) Cet article est partiellement ou en totalité issu de l’article de Wikipédia en anglais intitulé « Fallon, Montana » (voir la liste des auteurs).